# Cratere Bacht
Bacht  è un cratere sulla superficie di Marte.